# Мобильский жаргон
Мобильский жаргон (англ. Mobilian jargon) или мобильский торговый язык (англ. Mobilian trade language), яма́ (англ. Yamá) — пиджин, использовавшийся как лингва-франка среди индейцев вдоль побережья Мексиканского залива, а также некоторое время европейцами и чернокожими рабами при контактах с индейцами. Название происходит от названия индейского племени мобиль (см. Мобил, en:Mabila).
Максимального распространения достиг в начале XIX в., после чего стал стремительно приходить в упадок в связи с массовым перемещением индейских племён и переходом индейцев на английский язык. К настоящему времени практически исчез.

## Область распространения
Мобильский жаргон использовался на территории от северо-западного побережья Флориды и территории нынешних штатов Алабама и Джорджия до востока Техаса и центра Иллинойса. Был распространён среди племён алабама, апалачи, билокси, чакато, пакана, паскагоула, таэнса и туника.

## Происхождение
Мобильский жаргон представляет собой пиджинизированную форму на основе двух близкородственных языков чокто и чикасо (оба относятся к западной ветви мускогской семьи), а также содержит элементы восточных мускогских языков, таких, как алабама и коасати, колониальных языков — испанского, французского и английского, а также, возможно, алгонкинского и других языков. Памела Манро придерживается мнения, что мобильский жаргон основан в первую очередь на языке чокто, а не на чокто и чикасо, против этого мнения выступает Эмануэль Дрексель.

## Грамматика
По сравнению с языком чокто, имеет упрощённую структуру слога и фонетику.